# Curjel & Moser

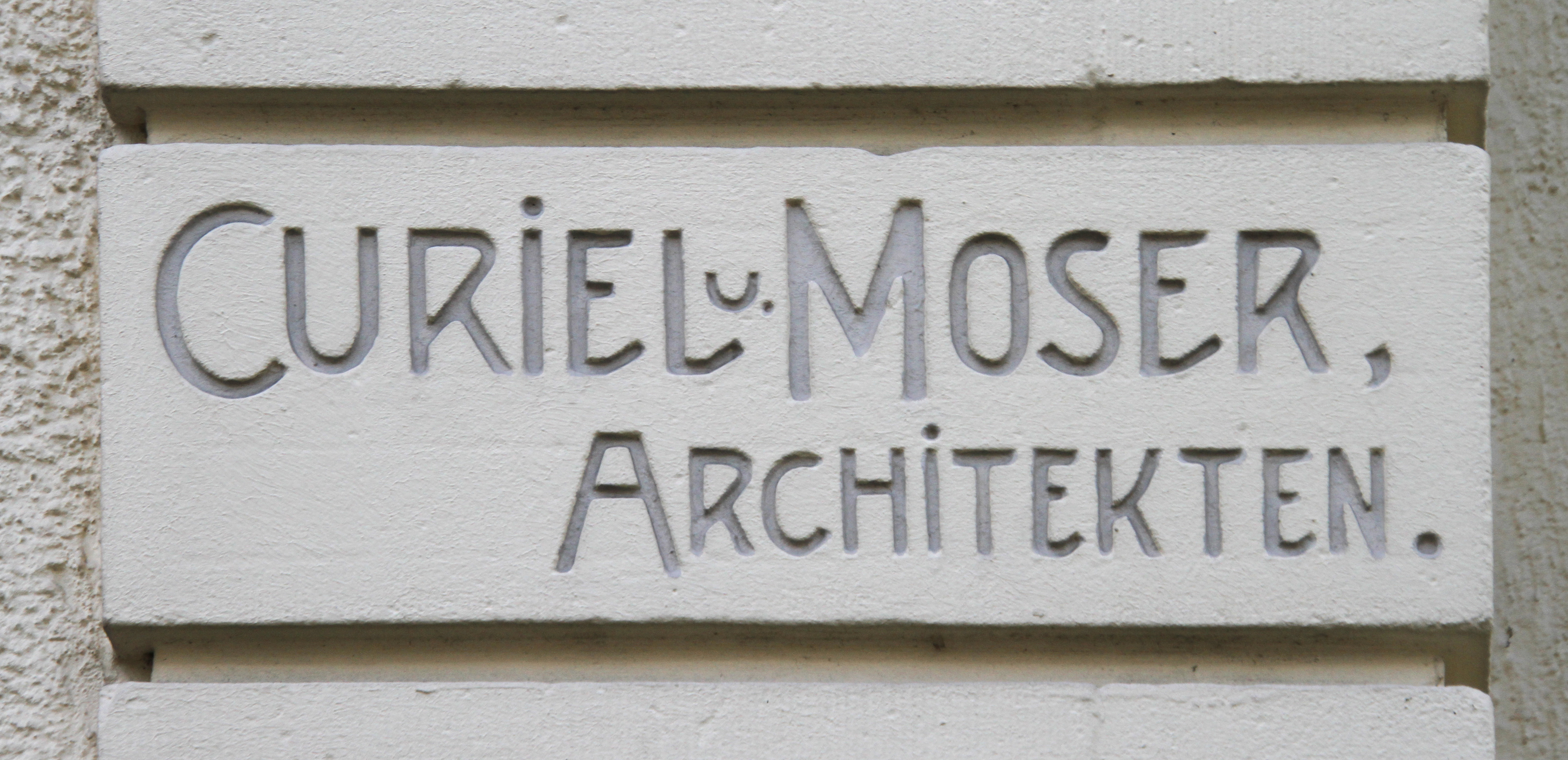
Signatur der Architekten an einem Gebäude in Baden-Baden

Das Architekturbüro Curjel & Moser wurde 1888 in Karlsruhe vom deutschen Robert Curjel und dem Schweizer Karl Moser gegründet. Es bearbeitete bis 1915 über 400 Bauten und Projekte im Großherzogtum Baden, dem übrigen Deutschland und der deutschsprachigen Schweiz. Der individuelle und oft spielerische Stil ihrer Bauten entwickelte sich im Laufe der Zeit vom späten Historismus über den Jugendstil bis zum Neoklassizismus. Gemeinsam mit Hermann Billings Arbeiten erzielte ihr Werk weite Aufmerksamkeit und wurde als „Jung-Karlsruher Schule“ bezeichnet. Bei der Ausgestaltung der Entwürfe arbeiteten sie häufig mit befreundeten Künstlern wie Oskar Kiefer und Max Laeuger zusammen.
1912 hatte das Büro etwa 50 Mitarbeiter in der Karlsruher Zentrale sowie in Zweigbüros in St. Gallen, Zürich, Rheinfelden und Pforzheim. Zu den zeitweiligen Mitarbeitern bei Curjel & Moser, die später eigenständig als Architekten tätig waren, gehörten Robert Bischoff, Karl August Burckhardt, Karl-Friedrich Krebs, Otto Pfister und Otto Rudolf Salvisberg. 1915 löste sich das Büro auf, nachdem aufgrund des Ersten Weltkriegs die Bauaufträge einbrachen und Karl Moser einen Ruf auf den früheren Lehrstuhl von Gottfried Semper an der ETH Zürich annahm.
Zahlreiche erhaltene Bauten von Curjel & Moser stehen heute unter Denkmalschutz. In Karlsruhe-Knielingen wurde 2008 die Curjel-und-Moser-Straße nach den Architekten benannt.

## Bauten (Auswahl)

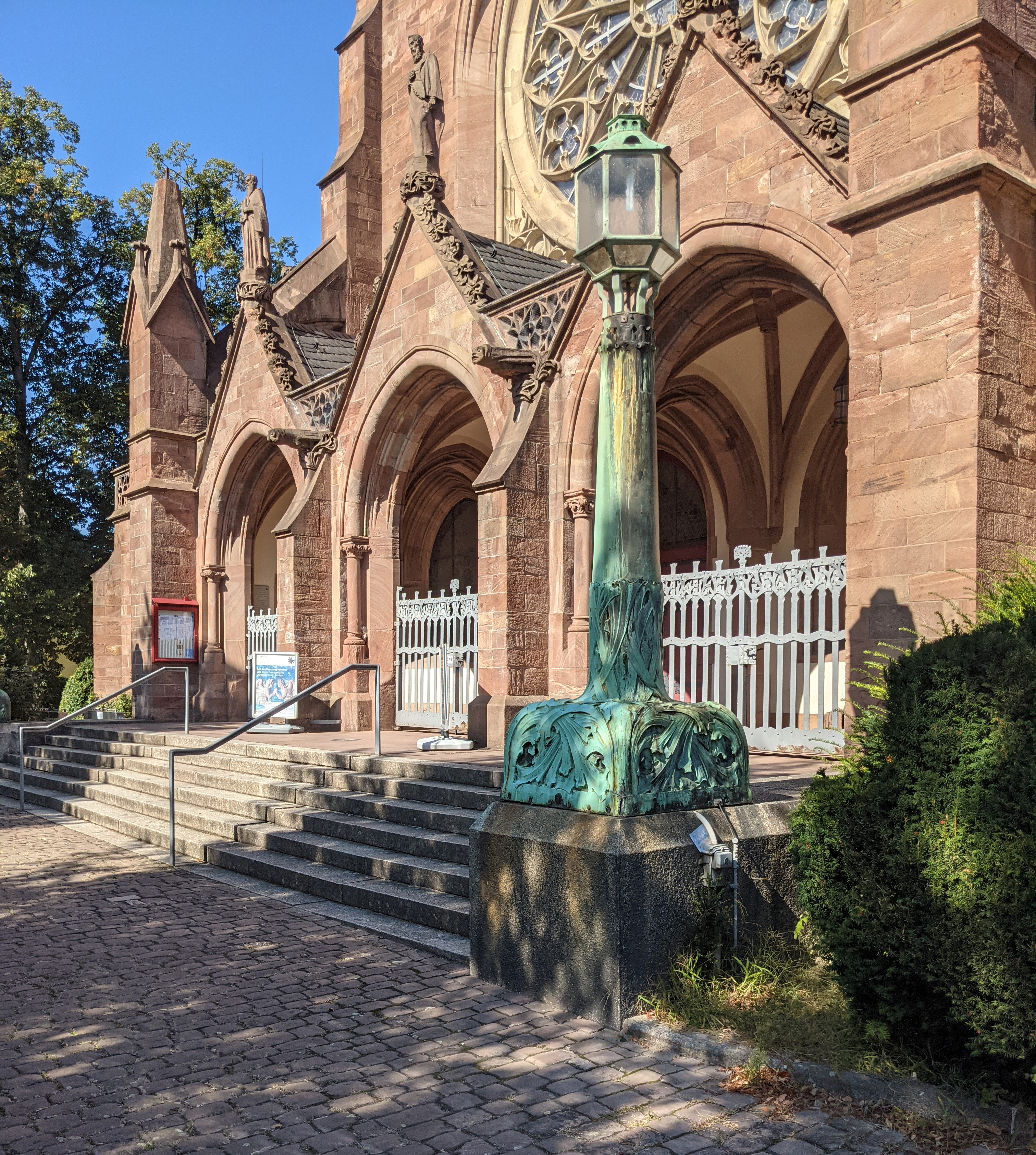
Portal der Christuskirche, Karlsruhe, 1897–1900, mit Kandelaber von Fridolin Dietsche

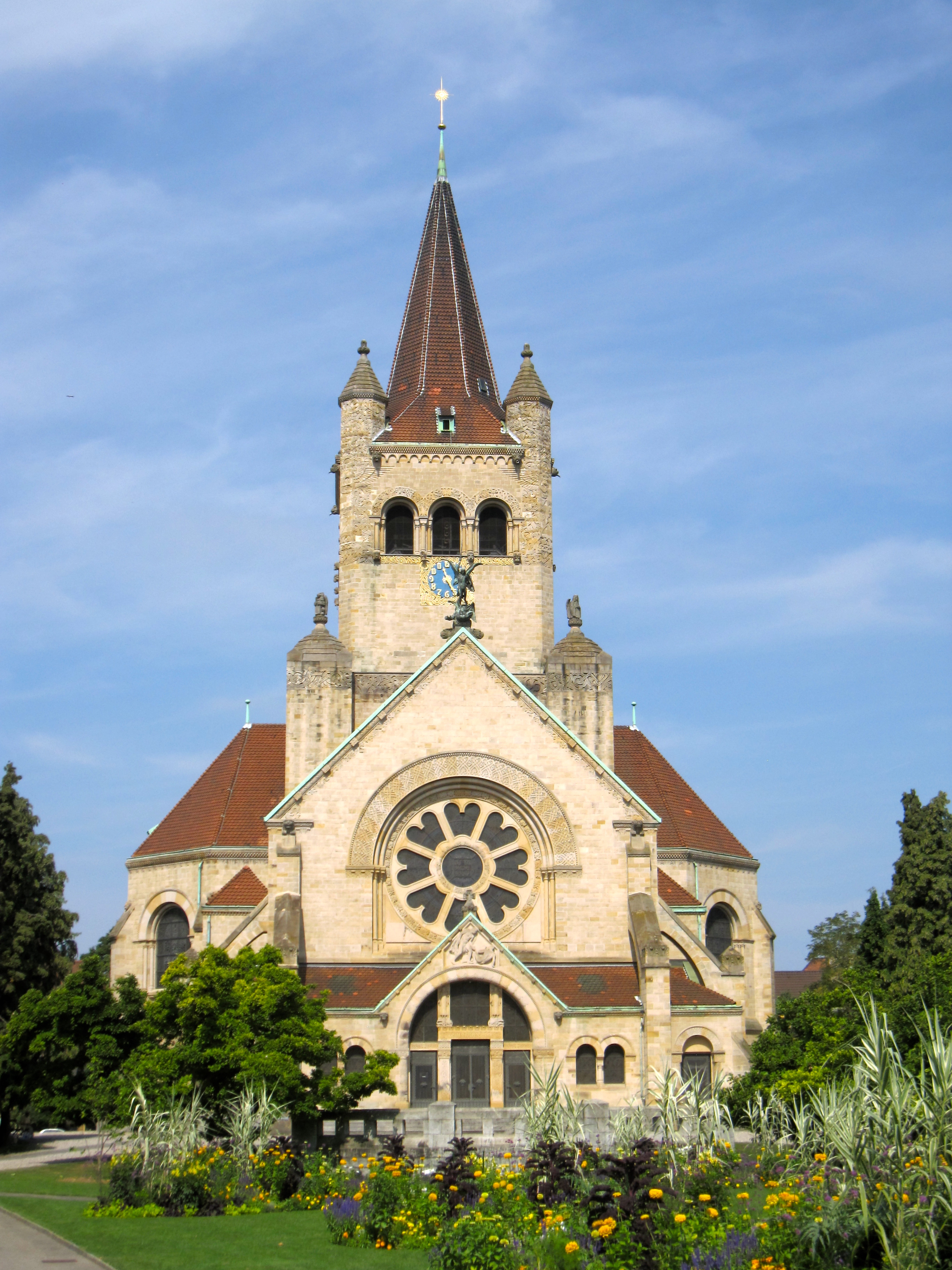
Pauluskirche Basel, 1898–1901

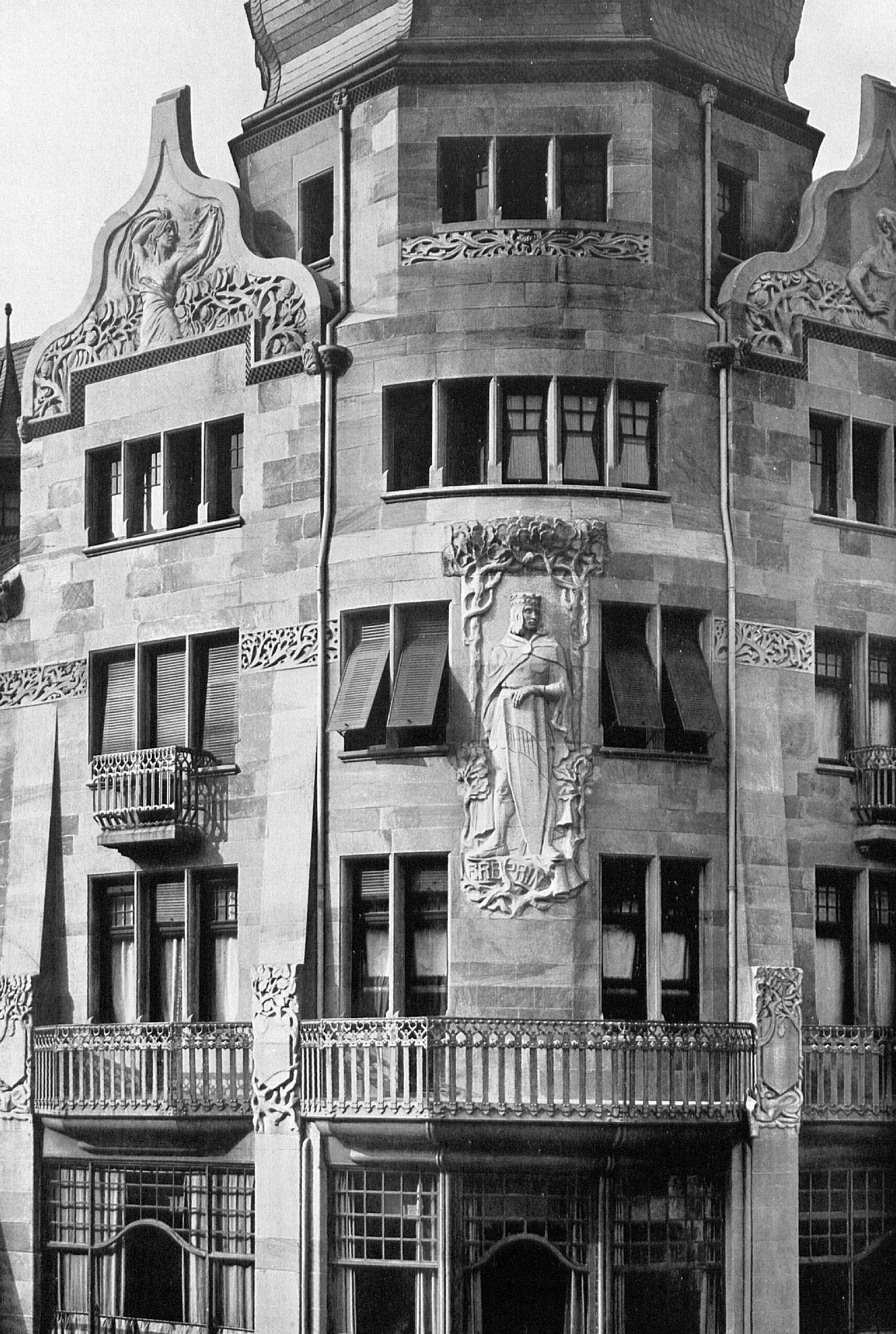
Fassade des Hotels Erbprinz, das von 1901 bis 1912 an der Karlsruher Kaiserstraße stand

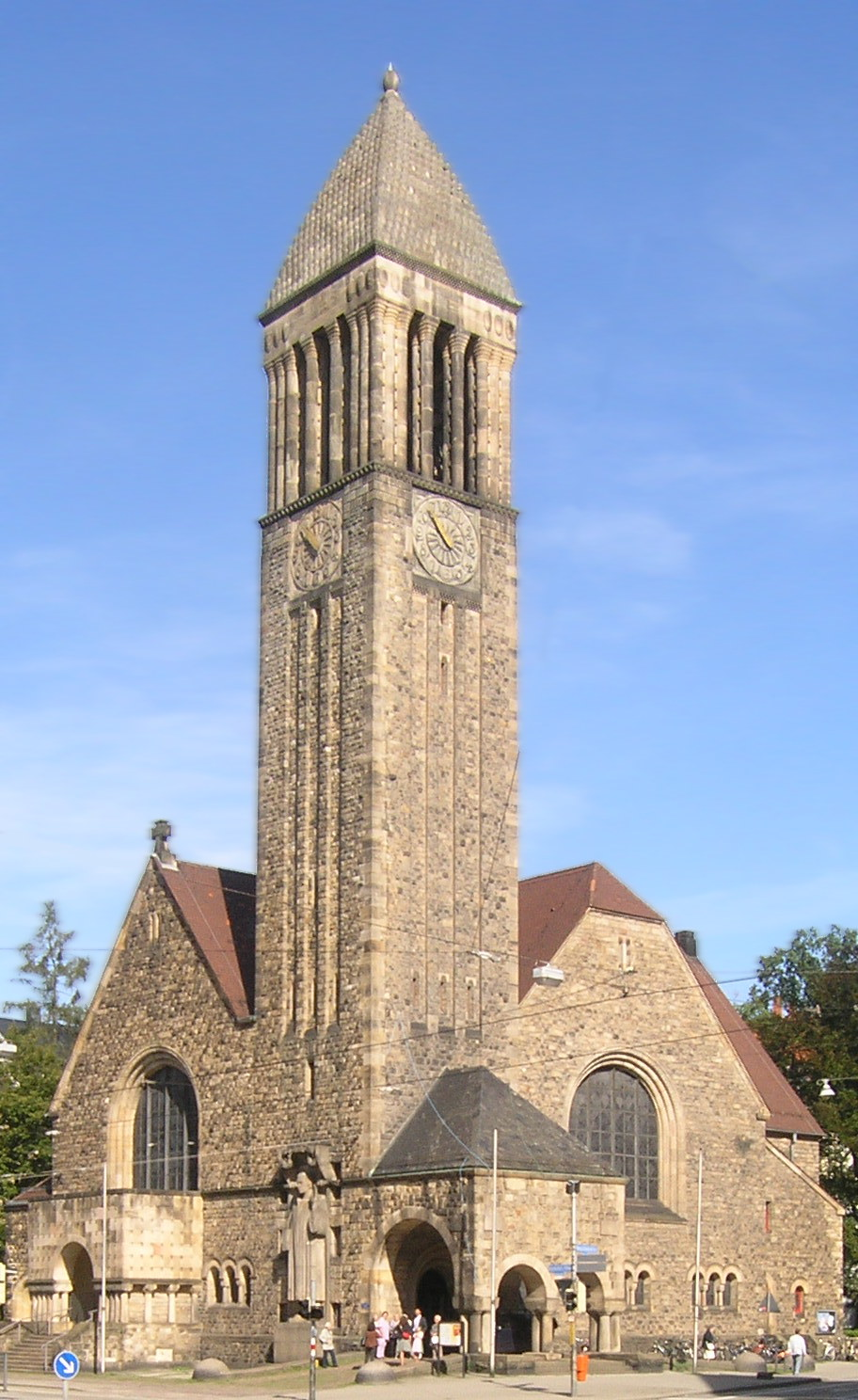
Lutherkirche, Karlsruhe, 1905–1907

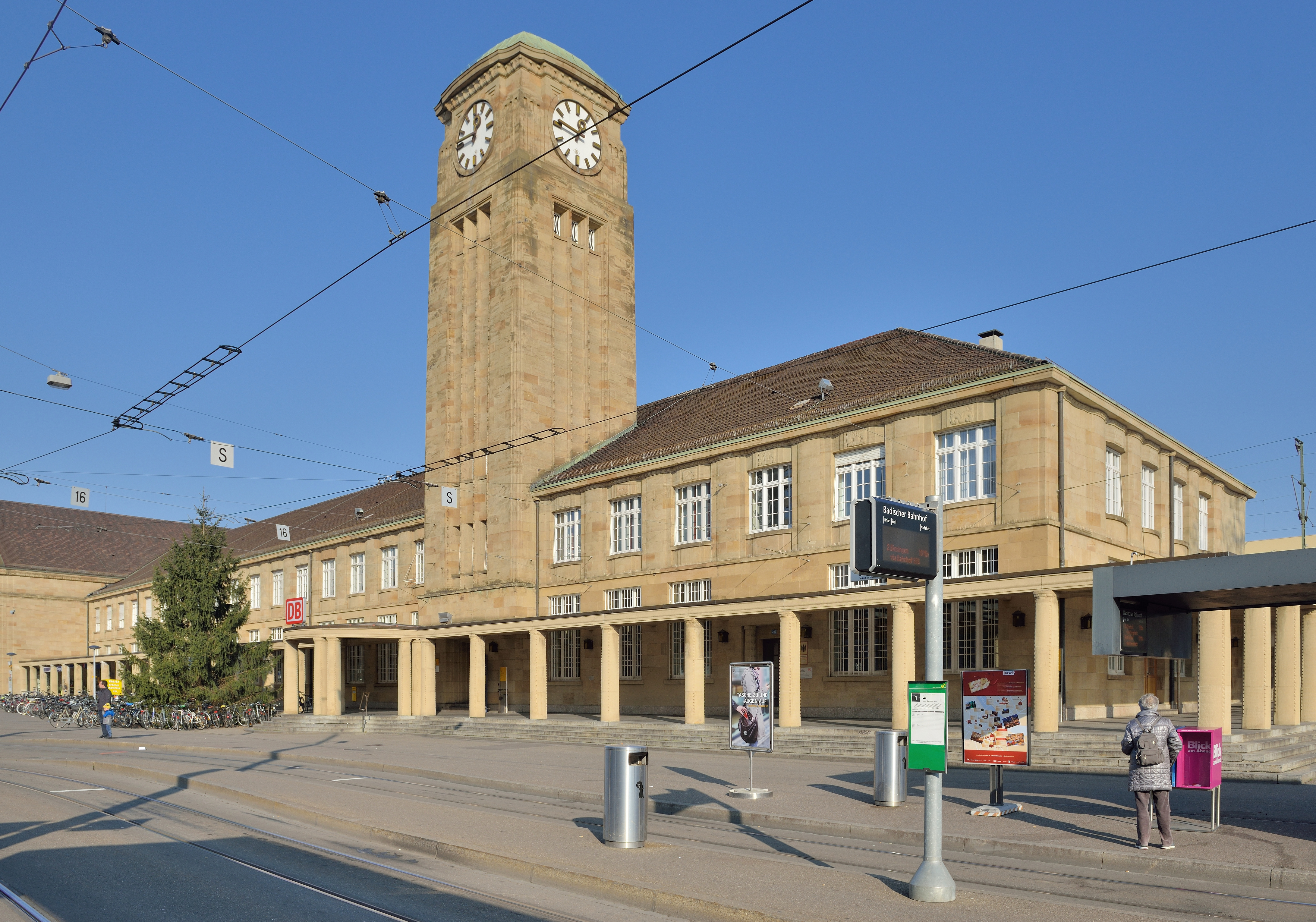
Badischer Bahnhof, Basel, 1910–1913

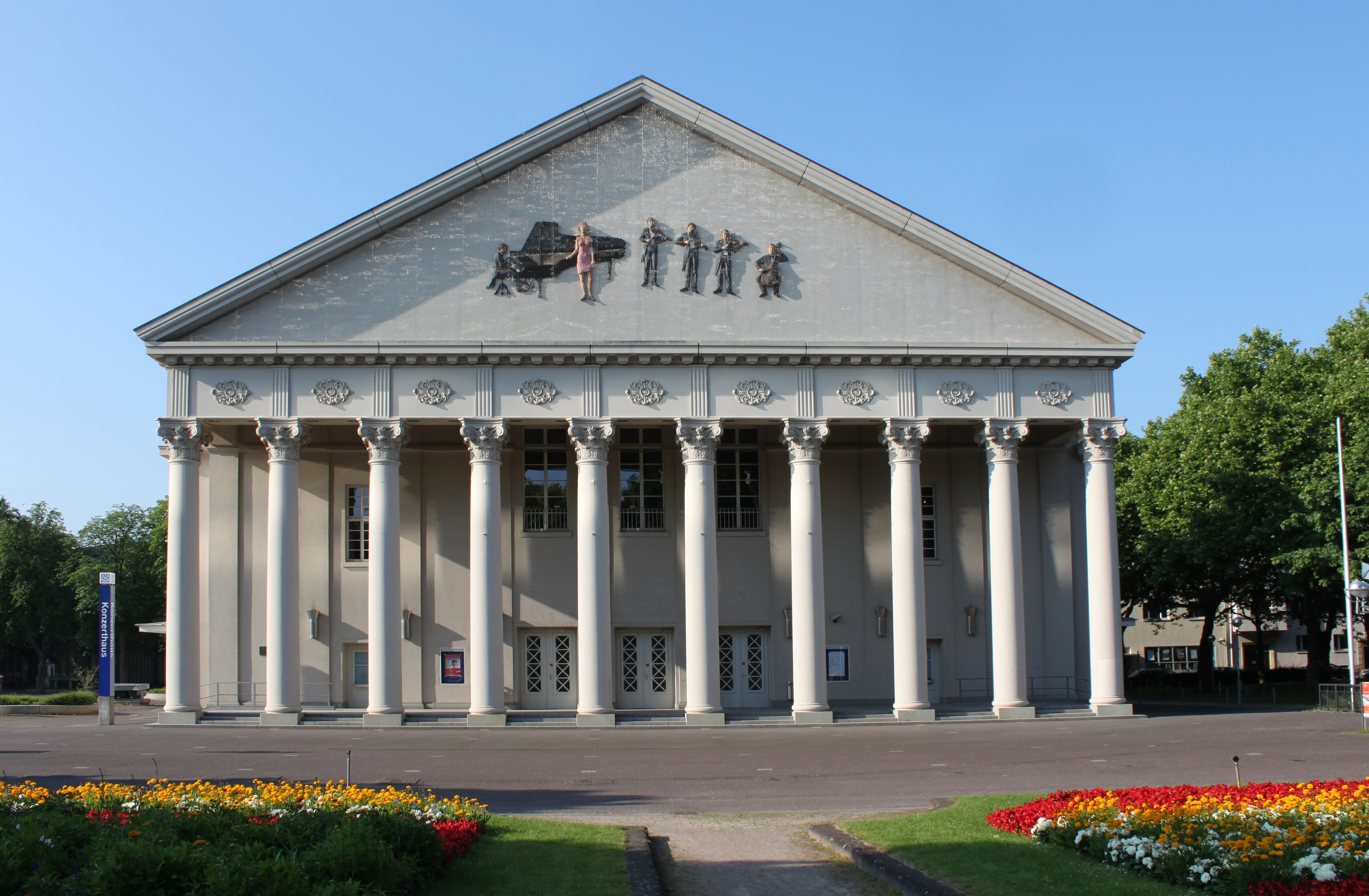
Konzerthaus, Karlsruhe, 1913–1915, nach Wiederaufbau mit Tympanon-Relief von Stephan Balkenhol

- 1892–1893: ev.-ref. Johanneskirche in Bern
- 1894: Einstein-Haus der Alten Kantonsschule Aarau
- 1895: kath. Kirche St. Sebastian in Wettingen
- 1896–1897: Villa Boveri in Baden
- 1897–1900: ev. Christuskirche in Karlsruhe, Weststadt, Mühlburger Tor
- 1898–1899: Villa Römerburg in Baden (abgerissen 1957)
- 1899–1900: Villa Langmatt in Baden
- 1899–1900: Rheinlust in Rheinfelden
- 1898–1901: Bankhaus Veit L. Homburger (spätere Südwestdeutsche Landesbank) in Karlsruhe, Karlstraße
- 1898–1901: ev.-ref. Pauluskirche in Basel, Steinring
- 1899–1901: Haus zum Erbprinzen in Karlsruhe, Kaiserstraße (1912 abgerissen zugunsten des Kaufhauses Tietz)
- 1898–1902: kath. Pfarrkirche St. Michael in Zug
- 1901–1902: Reichsbank-Nebenstelle in Bad Kreuznach, Mühlenstraße
- 1901–1904: ev. Johanniskirche mit Pfarrhaus in Mannheim-Lindenhof
- 1902–1904: ev. Kirche Bruggen, Straubenzell / St. Gallen West
- 1902–1905: ev.-ref. Pauluskirche in Bern
- 1903–1904: Reichsbank-Stelle in Darmstadt, Kasinostraße
- 1904–1905: Reichsbank-Stelle in Ludwigshafen am Rhein, Rheinuferstraße
- 1904–1905: Villa Baumann in Baden, Mellingerstrasse
- 1904–1906: Reichsbank-Nebenstelle in Lahr/Schwarzwald, Luisenstraße
- 1906–1908: kath. Pfarrkirche St. Anton Zürich
- 1905–1907: ev. Garnisonskirche mit Pfarrhaus (später gen. Petrus-Kirche) in Kiel-Wik, Weimarer Straße
- 1905–1907: ev. Lutherkirche mit Pfarrhaus in Karlsruhe, Oststadt, Durlacher Allee
- 1905–1908: Dienstgebäude des Evangelischen Oberkirchenrats in Karlsruhe, Blumenstraße[6]
- 1906–1908: Reichsbank-Nebenstelle in Bruchsal, Amalienstraße
- 1908: ev.-ref. Kirche in Degersheim
- 1908–1909: Post in Degersheim (heute Gemeindehaus)
- 1908–1909: Reichsbank-Nebenstelle in Pforzheim, Emilienstraße
- 1908–1911: Fabrikantenvilla Hämmerle in Dornbirn, im Oberdorf
- 1909: ev. Neue Nicolaikirche in Frankfurt am Main, Rhönstraße (Turm erhalten)
- 1910: Kunsthaus Zürich
- 1910–1911: Werksiedlung Stahlwerkstrasse in Schaffhausen
- 1911: ev.-ref. Kirche in Flawil
- 1910–1912: kath. Pfarrkirche St. Paul in Luzern
- 1910–1913: Badischer Bahnhof in Basel
- 1910–1913: ev.-ref. Kirche  Heiligkreuz in St. Gallen
- 1911–1913: Kaufhaus H. & C. Tietz in Karlsruhe, Kaiserstraße (zerstört im Zweiten Weltkrieg)
- 1911–1914: Hauptgebäude der Universität Zürich
- 1912–1913: Bankgebäude der Allgemeinen Aargauischen Ersparniskasse in Aarau, Bahnhofstrasse
- 1912–1914: kath. Pfarrkirche St. Josef Zürich
- 1913: Verwaltungsgebäude der Allgemeinen Ortskrankenkasse in Karlsruhe, Gartenstraße
- 1914: Wohnhaus Bassermann in Mannheim, Oststadt, Bassermannstraße
- 1914–1915: Ausstellungshalle und Konzerthaus in Karlsruhe, am Festplatz